# 藤沢大坂町
藤沢大坂町（ふじさわおおさかまち）は、神奈川県の中央南部、高座郡に属していた町。

## 地理
- 河川:境川

## 歴史
町名は、藤沢駅大久保町と藤沢駅坂戸町の合成地名である。なお、地名としての「藤沢駅」は鉄道駅でなく藤沢宿の名残りで、後の「町」に相当する意味合いである。
- 1887年（明治20年）7月11日 - 藤沢駅（当時は路線名なし）が開業。
- 1888年（明治21年） - 藤沢駅大久保町と藤沢駅坂戸町が合併して藤沢大坂町となる。大字は編成せず。
- 1889年（明治22年）4月1日 - 町村制施行[1]、藤沢大坂町が一町で独立[2]。
- 1891年（明治24年） - 内田製糸所設立。
- 1895年（明治28年） - 宮台製糸場設立。
  - 4月1日 - 線路名称が設定され、藤沢駅は東海道線の駅となる。
- 1899年（明治32年）3月16日 - 相模共栄銀行（後に、（旧）関東銀行、関東興信銀行を経て、横浜銀行へ合併）設立。
- 1900年（明治33年） - 藤沢精米合資会社・藤沢大坂町農会設立。
- 1902年（明治35年） - 高座郡農事試験場設立。
- 1903年（明治36年） - 羽生製糸場設立。
- 1905年（明治38年） - 田中製糸場設立。
- 1907年（明治40年）10月1日 - 鎌倉郡藤沢大富町を編入合併。大字なしの地域のほかに2大字を編成する。

- 1908年（明治41年）4月1日 - 藤沢大坂町、鵠沼村および明治村を廃止し、その区域をもって高座郡藤沢町（現在の藤沢市）とする[3]。藤沢町役場は、藤沢大坂町役場（元藤沢大坂町2020番地[4]）がそのまま使われた（後に移転）。
- 1908年（明治41年）10月1日 - 元藤沢大坂町の区域に大字名を藤澤と付して施行する[5]。
現在は、藤沢市の藤沢および善行地区が該当する。

## 経済

### 産業
商工業
- 今井治兵衛（米穀、肥料商）[6]
- 豊元屋・新出喜八（米穀、肥料、西洋小間物商、精米製粉業）[6]
- 三河屋・竹下福太郎（米穀、肥料商）[6]
- 小林和吉（米穀、肥料商）[6]
- 駿河屋・外岡豊蔵（米穀、肥料商）[6]
- 高梨・高梨吉治郎（米穀、肥料商）[6]
- 高田屋・山本松五郎（米穀、肥料商）[6]
- ふくしま・福島市蔵（煙草、米穀、肥料商）[6]
- 大野屋・小島萬蔵（米穀、荒物、質屋業）[6]
- 中徳・中村徳治郎（貸座敷業）[6]
- 大磯屋・猪飼勝治郎（貸座敷業）[6]
- 大磯屋・猪飼勝治郎（酒類、売薬商）[6]
- 鎌倉屋・平野松兵衛（和漢洋薬品販売）[6]
- 綿屋・岩橋善兵衛（古着、質商）[6]
- 片濱屋・片濱屋龜五郎（旅館）[6]
- 龜屋・橋本四平（貸座敷業）[6]
- 土屋・林元治郎（材木、太鼓商）[6]
- 稲元屋・堀内忠道（呉服、太物、下駄商）[6]
- 大澤・大澤利七（材木商）[6]
- 紀伊國屋・和田文七（陶器、漆器、荒物傘、蝋燭商）[6]
- 豊元屋・川上九兵衛（紙、畳表、荒物、砂糖、書籍商）[6]
- 煙草屋・梶荘右衛門（網、麻、油商、麻糸製造業）[6]
- 駿河屋・酒井嘉七（綿類、糸類、畳表販売）[6]
- 米山工場・米山留吉（諸機械、汽缶製造）[6]
- 稲元屋・寺田三郎兵衛（呉服、太物商）[6]
- 田村・田村安兵衛（呉服、太物商）[6]
- 田村・田村次衛（呉服、太物商）[6]
- 日野屋・櫻本喜兵衛（清酒醸造業）[6]
- 牧野屋・平野藤右衛門（清酒醸造業）[6]
- 北泉・北畠忠兵衛（銅鉄鋳物製造業）[6]
- 萬屋・宮崎兼次郎（乾物鰹節商）[6]
- 小林房次郎（荒物商）[6]

企業
- 相模共栄銀行[7]
- 藤沢大丸商会 - 営業の目的は繭糸及び米穀肥料委託売買、貸金共同荷造、繭乾燥業である[7]。

農業
- 中野仲蔵[6]

## 地域

### 施設
| 宗教 - 常光寺（浄土宗） - 山本達成（僧、住職） - 荘厳院西村照如（僧、住職） - 清浄光寺（遊行寺、時宗） - 長司大冏 - 妙善寺（日蓮宗） - 上谷辨清（教導職） - 白旗神社 | - 愛生堂医院・高橋孫作 - 博済堂医院・飯谷文中 - 医師・小川孝榮 - 医師・林高次郎 - 医業・河合三渓 |

## 交通

### 鉄道路線
- 藤沢駅（東海道線）

### 道路
- 國道2號（旧東海道、現在の神奈川県道30号戸塚茅ヶ崎線、国道467号、神奈川県道43号藤沢厚木線。かつての藤沢宿が所在。）

## 出身・ゆかりのある人物
- 平野友輔 (医師・衆議院議員)

## 名所・旧跡・観光スポット・祭事・催事
- 小栗判官墓